# 欧亚旋覆花
欧亚旋覆花（学名：Inula britanica）是菊科旋覆花属的植物。分布在俄罗斯、日本、欧洲、朝鲜以及中国大陆的河北、东北、华北、内蒙古、新疆、黑龙江等地，生长于海拔300米至2,100米的地区，见于河流沿岸、田埂、湿润坡地及路旁，目前尚未由人工引种栽培。

## 别名
旋覆花（中国植物图鉴）、大花旋覆花